# 冼书瀛
冼书瀛 (1961年6月11日—)是一位马来西亚华人设计师和企业家。

## 生平
1961年出生于马来亚联合邦吉兰丹的一个华人家庭。18岁离开马来西亚，一年后来到纽约市进入帕森设计学院，1989年开设了自己的工作室。

## 荣誉
2013年被授予拿督。

## 家庭
2013年11月，冼书瀛父亲离世，享年87岁。冼书瀛与哥哥向前马来西亚交通部长林良实夫妇展示了其父亲生前所使用的网球拍（他父亲喜爱打网球）。